# Hip-hop canadien

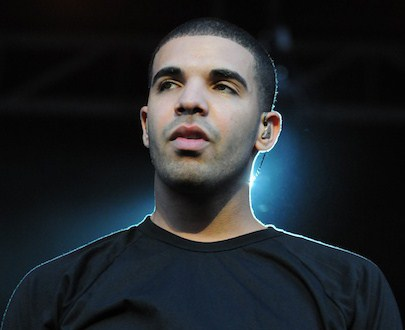
Drake, rappeur significatif de la scène.

Le hip-hop canadien désigne le mouvement hip-hop ayant émergé dans les années 1980 au Canada. Pour certaines raisons, il se développe plus lentement que la scène rock canadienne et, hormis un énorme gain de popularité entre 1989 et 1991, il régressera au rang de phénomène underground jusqu'au début des années 2000.
La scène hip-hop canadienne dénombre ses propres artistes depuis l'émergence de la scène — le premier single de rap canadien connu s'intitule The Bum Rap des Singing Fools, publié en 1982. CKLN-FM, chaîne de radio située à Toronto supporte également le genre en lançant la première émission hip-hop canadienne The Fantastic Voyage en 1983. Selon AllMusic, la scène hip-hop canadienne, de par ces très rares artistes locaux popularisés à l'international, est perçue comme « un secret très bien gardé dans le monde du hip-hop. » Cependant, avec l'arrivée d'artistes comme Drake, K'naan et avec le succès émergeant de Kardinal Offishall dans les années 2000, cette scène parvient à mieux se faire connaître dans le monde.

## Histoire
Des artistes comme Devon, Maestro Fresh-Wes et Dream Warriors parviennent brièvement pendant la fin des années 1980 et début des années 1990 à se populariser. En 1989, le premier single de Maestro, Let Your Backbone Slide, est le premier single de hip-hop canadien à atteindre le top 40 national et le classement américain Billboard. Il reste le single hip-hop canadien le plus vendu de tous les temps jusqu'en 2008. D'autres singles de rap notables de cette époque sont Drop the Needle de Maestro, Mr. Metro de Devon, My Definition of a Boombastic Jazz Style et Wash Your Face in My Sink de Dream Warriors, et Another Dope Jam de Ground Control.
Michie Mee (en) devient, en 1988, la première rappeuse canadienne à conclure un contrat avec un label américain. Cette action n'engendre aucun succès significatif dans les classements — elle explique lors d'entrevue s'inspirer du reggae pour son premier album publié en 1991 Jamaican Funk—Canadian Style.